# Palazzo Ruffo di Castelcicala

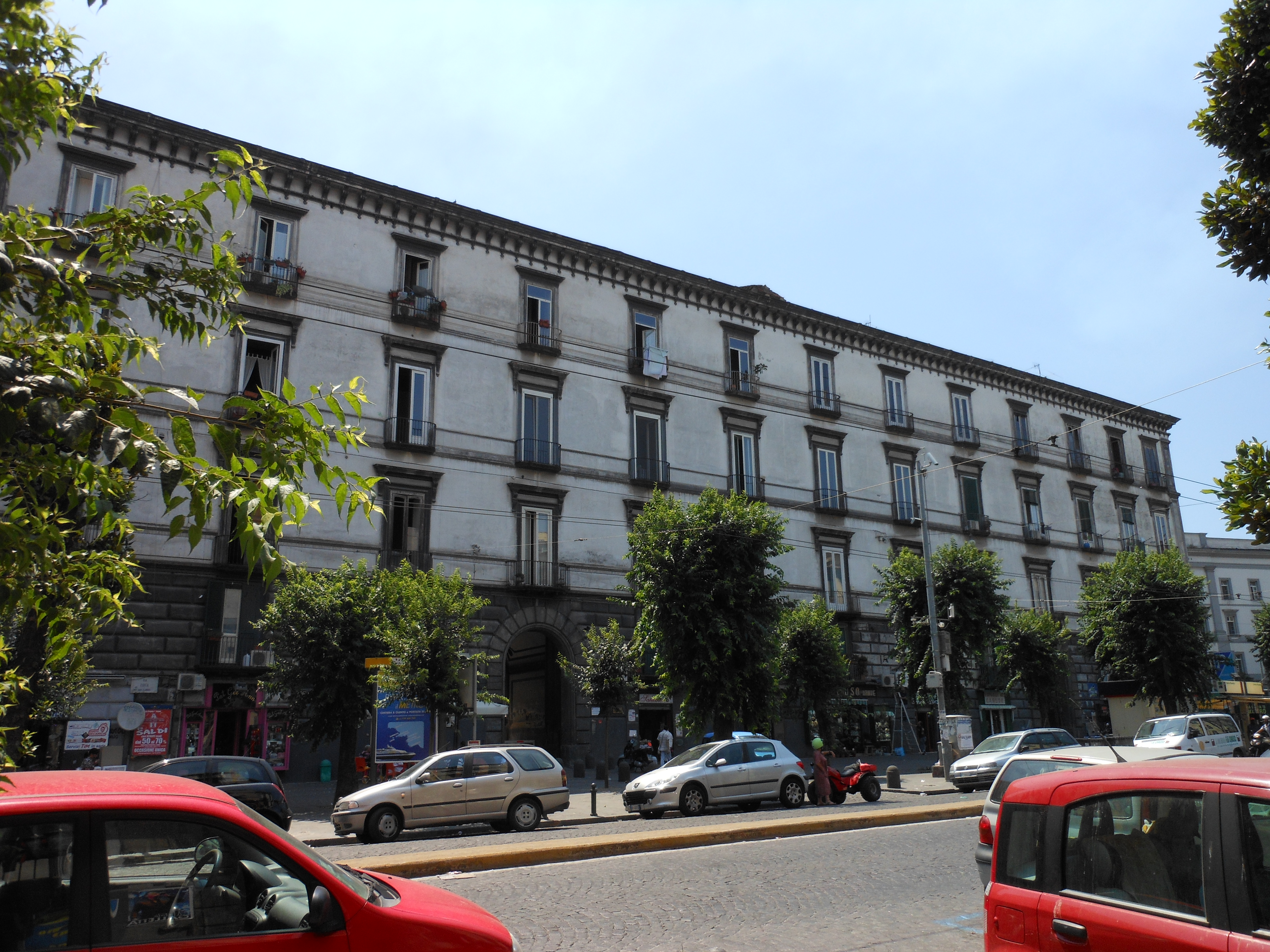
Palazzo Ruffo di Castelcicala in Neapel

Der Palazzo Ruffo di Castelcicala ist ein Palast aus dem 17. Jahrhundert im Viertel San Lorenzo in Neapel in der italienischen Region Kampanien. Er liegt in der Via Foria, 106–118.

## Geschichte
Der Palast wurde in der ersten Hälfte des 17. Jahrhunderts im Auftrag des Herzogs von Telese errichtet. Um 1720 kaufte Carlo Caracciolo, Herzog von Belcastro, (1662–1742) ihn und ließ ihn umbauen. 1743, nach dem Tod des Herzogs, kauften ihn die Ruffos, Herzöge von Castelcicala, die einen weiteren Palast im Rione Sanità besaßen. Die Ruffos ließen den Palast weitläufig und fortgesetzt umbauen, sowohl im 18. als auch im 19. Jahrhundert. Sie blieben bis 1896 Eigentümer des Anwesens; dann brachte Albina Ruffo di Castelcicala, die letzte Nachkommin der Familie bei ihrer Heirat mit Diego De Gregorio Cattaneo, Herzog von Sant’Elia, den Palast als Mitgift in die Ehe ein.

## Beschreibung
Der Palast hat eine ausgedehnte, klassizistische Fassade mit vier Stockwerken und zwei in Größe und Bauart identischen Portalen aus Piperno, die aber ohne besondere stilistische Elemente ist. Das Weiß des Anstrichs kontrastiert mit dem Grau der Elemente aus Stein im Erdgeschoss in Form von Kissenbossenwerk, den einfachen Fensterrahmen und dem Traufgesims, das von Konsolen gestützt wird. Letztere schließen nach unten mit „Tropfen“ ab, nachdem sie von einer Schnur entlang der gesamten Fassadenlänge „durchtrennt“ werden.
Im Inneren gibt es zwei Höfe, die an den Rückwänden durch ebenso viele offene Treppen „abgeschlossen“ werden, an denen sich das Wappen der Castelcicala-Zweiges der Ruffos findet, über dem sich ein halbes, springendes Pferd befindet, das das Familienmotto enthält: „Nunquam retrotorsum“ (dt.: Niemals zurücktreten).
Der zweite Innenhof (Drehort der Filme von Bellavista) zeigt auf der Hauptseite eine zweizügige, offene Treppe mit drei großen Rundbogenfenstern in jedem der drei Stockwerke. Der erste Innenhof dagegen zeigt ein größeres, quadratisches Fenster in jedem Stockwerk. Auf der rechten Seite des zweiten Innenhofes gibt es einen alten Brunnen aus Piperno.
Eine Wohnung im ersten Obergeschoss, in der heute das Architekturstudio Keller untergebracht ist, besitzt eine Reihe von Räumen, die in den ersten Jahren des 20. Jahrhunderts in eklektisch-exotischem Stil dekoriert wurden.

## Wissenswertes
Der Palast war das Haus von Professor Gennaro Bellavista, einer Persönlichkeit, die in den beiden Filmen Also sprach Bellavista  und Il Mistero di Bellavista unter der Regie von Luciano De Crescenzo die Hauptrolle spielt.
In einer der Wohnungen lebte der große neapolitanische Musiker und Komponist Roberto De Simone.

## Bildergalerie

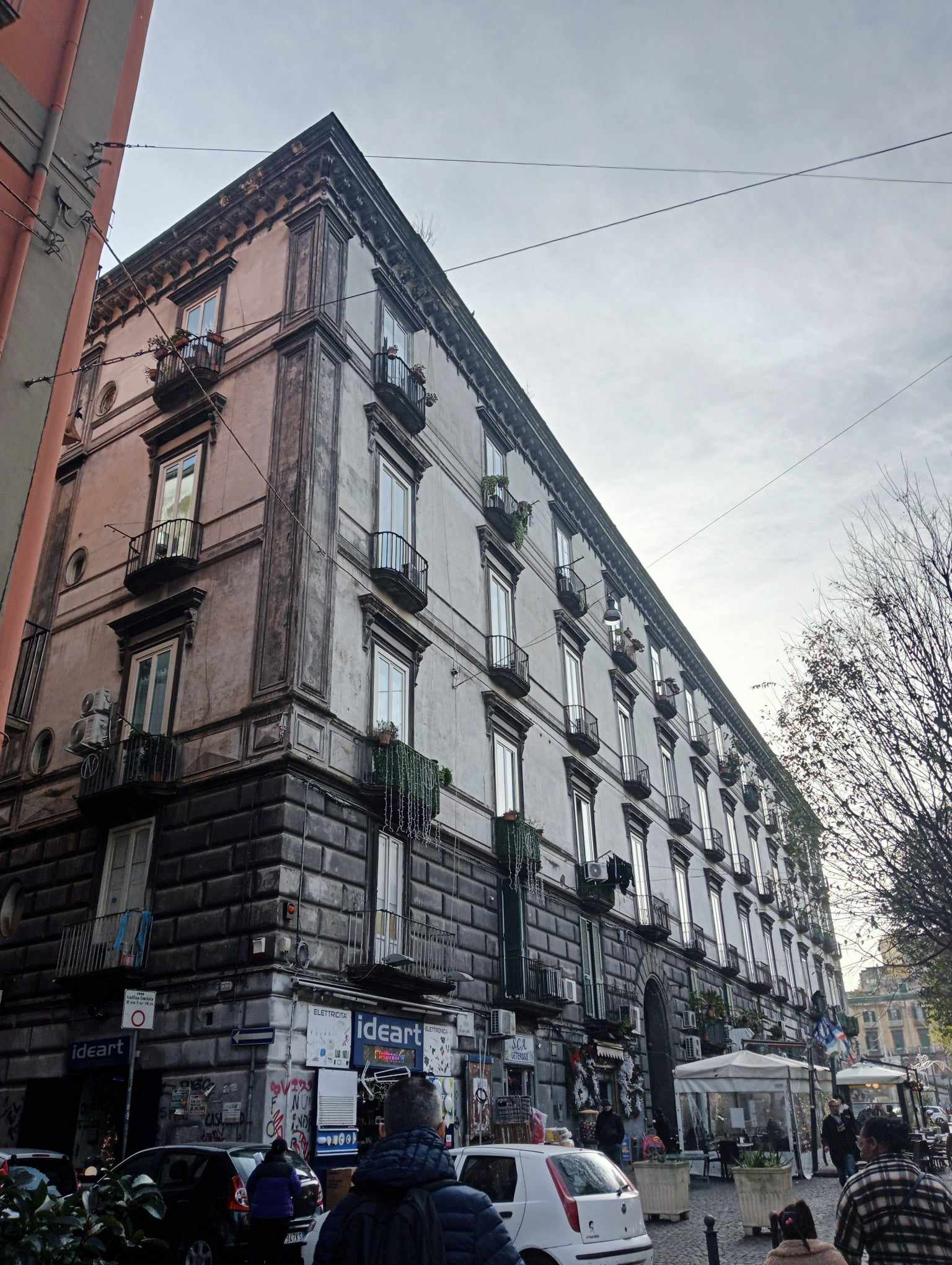
Weitere Perspektive der Fassade
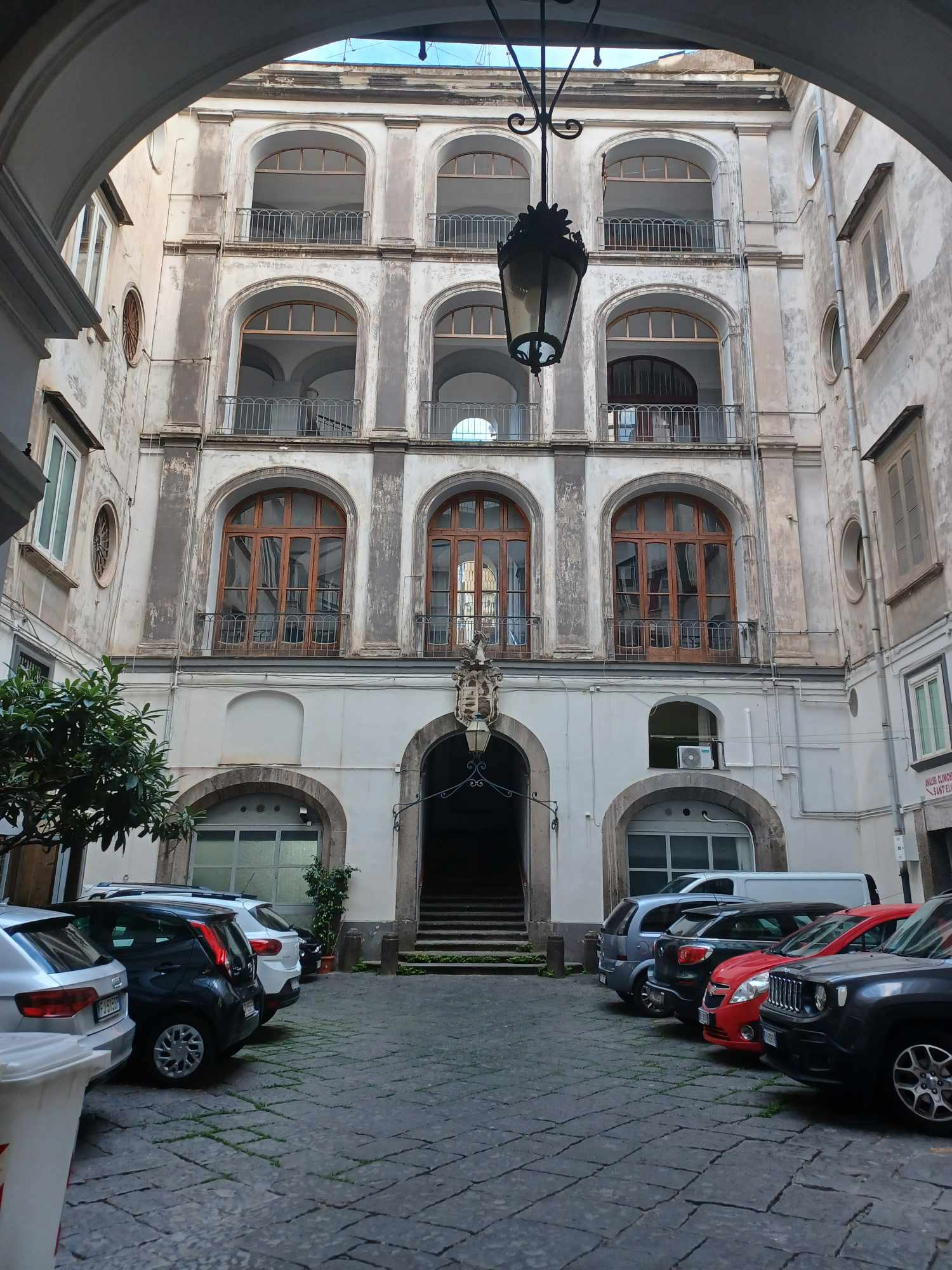
Der Innenhof mit der offenen Treppe an der Hausnummer 106